# Lithariapteryx abroniaeella
Lithariapteryx abroniaeella är en fjärilsart som beskrevs av Victor Toucey Chambers 1876. Lithariapteryx abroniaeella ingår i släktet Lithariapteryx och familjen signalmalar. Inga underarter finns listade i Catalogue of Life.